# Гамарра, Карлос
Ка́рлос Альбе́рто Гама́рра Паво́н (исп. Carlos Alberto Gamarra Pavón; 17 февраля 1971, Ипакарай) — парагвайский футболист, центральный защитник, дважды признававшийся лучшим футболистом Парагвая. Выступал за сборную Парагвая, был её капитаном, участвовал в её составе в трёх чемпионатах мира. Гамарра — рекордсмен сборной по числу проведённых матчей (110 игр).

## Карьера
Карлос Гамарра начал карьеру в клубе «Серро Портеньо» в 1991 году, и на следующий год стал чемпионом Парагвая, после чего уехал в Аргентину выступать за клуб «Индепендьенте», но там играл чрезвычайно мало, а потому вернулся в «Серро». Он дебютировал в сборной Парагвая, 27 марта 1993 года в матче со сборной Боливии, которую парагвайцы проиграли 1:2.
В 1995 году Гамарра перешёл в бразильский клуб «Интернасьонал», где стал одним из лидеров обороны клуба, что отметили и на родине, где в 1997 году Гамарра был признан лучшим игроком страны (это было первое награждение этой премией), а на следующий год вновь был признан футболистом года. В 1998 году Гамарра перешёл в португальский клуб «Бенфика», но, отыграв всего сезон, вернулся в Бразилию, перейдя в клуб «Коринтианс». В 1998 году Гамарра впервые сыграл на чемпионате мира, проведя все 4 матча, Парагвай вылетел лишь во втором раунде, проиграв будущему чемпиону — сборной Франции, более того, оборонительную игру Гамарры оценили и участники «мундиаля», которые выбрали игрока в символическую сборную чемпионата.
В 1999 году Гамарра уехал в Испанию, в клуб «Атлетико Мадрид». В 2000 году он на несколько месяцев вернулся в Бразилию, где играл за «Фламенго», а затем перешёл в греческий «АЕК», с которым выиграл кубок Греции. В том же 2002 году Гамарра выступал в своём втором чемпионате мира, где вновь провёл все игры, а сборная выбыла во втором раунде турнира.
После чемпионата мира Гамарра перешёл в клуб «Интернационале» из Милана, в своём первом миланском межсезонье Гамарра забил гол, который принёс победу команде в кубке Пирелли над «Ромой», затем Карлос провёл 14 матчей в чемпионате, став с командой серебряным призёром. Затем Гамарра выпал из «обоймы» основного состава клуба, а сезон 2004/05 просидел на скамье запасных. В июле 2005 года Гамарра перешёл в «Палмейрас». В 2006 году Гамарра участвовал в своём третьем чемпионате мира, в котором отличился тем, что забил первый на турнире автогол, в первом матче команды поразив свои ворота после навеса Дэвида Бекхэма, этот гол принёс победу англичанам, после окончания турнира Гамарра объявил о своём завершении карьеры в сборной. В 2007 году Гамарра перешёл в клуб «Олимпия» (Асунсьон), в котором и завершил карьеру.

## Достижения

### Командные
- Чемпион Парагвая: 1992
- Чемпион штата Риу-Гранди-ду-Сул: 1997
- Чемпион Бразилии: 1998
- Чемпион штата Сан-Паулу: 1999
- Чемпион штата Рио-де-Жанейро: 2001
- Обладатель Кубка Чемпионов Бразилии: 2001
- Обладатель Кубка Греции: 2002
- Обладатель Кубка Италии: 2005
- Серебряный призёр Олимпийских игр: 2004

### Личные
- Обладатель Серебряного мяча Бразилии: 1995, 1996, 1998, 2005
- Футболист года в Парагвае: 1997, 1998
- Лучший защитник КОНМЕБОЛ: 1998

## Клубная статистика
| 1991    | Серро Портеньо     | Примера    | 23 | 0 | ? | ? | ? | ? |
| 1992    | Серро Портеньо     | Примера    | 21 | 2 | ? | ? | ? | ? |
| 1992/93 | Индепендьенте      | Примера    | 8  | 0 | — | — | ? | ? |
| 1993    | Серро Портеньо     | Примера    | 15 | 0 | ? | ? | ? | ? |
| 1994    | Серро Портеньо     | Примера    | 24 | 1 | — | — | ? | ? |
| 1995    | Серро Портеньо     | Примера    | 10 | 1 | ? | ? | ? | ? |
| 1995    | Интернасьонал      | Серия А    | 17 | 0 | ? | ? | ? | ? |
| 1996    | Интернасьонал      | Серия А    | 22 | 2 | ? | ? | ? | ? |
| 1997    | Интернасьонал      | Серия А    | 20 | 3 | ? | ? | ? | ? |
| 1997/98 | Бенфика            | Португезе  | 13 | 0 | ? | ? | ? | ? |
| 1998    | Коринтианс         | Серия А    | 31 | 3 | ? | ? | ? | ? |
| 1999/00 | Атлетико Мадрид    | Примера    | 32 | 0 | ? | ? | ? | ? |
| 2000    | Коринтианс         | Серия А    | 4  | 0 | ? | ? | ? | ? |
| 2000/01 | АЕК (Афины)        | Супер Лига | 0  | 0 | ? | ? | ? | ? |
| 2001/02 | АЕК (Афины)        | Супер Лига | 24 | 0 | ? | ? | ? | ? |
| 2002/03 | Интернационале     | Серия А    | 14 | 0 | ? | ? | ? | ? |
| 2003/04 | Интернационале     | Серия А    | 10 | 0 | ? | ? | ? | ? |
| 2004/05 | Интернационале     | Серия А    | 3  | 0 | ? | ? | ? | ? |
| 2005    | Коринтианс         | Серия А    | 30 | 1 | ? | ? | ? | ? |
| 2006    | Коринтианс         | Серия А    | 3  | 1 | ? | ? | ? | ? |
| 2007    | Олимпия (Асунсьон) | Примера    | 25 | 1 | — | — | ? | ? |